# ブラック・ヒッピー
ブラック・ヒッピー (Black Hippy) とは、アメリカ合衆国のラップグループである。西海岸の人気ラッパー、ジェイ・ロック、スクールボーイ・Q、ケンドリック・ラマー、アブ・ソウルの４人が集まり、2009年にロサンゼルスにて結成された。2011年にミックステープ『Black Hippy』をリリースしている。
2012年8月、ブラック・ヒッピーの他のメンバーをフィーチャーしたアブ・ソウルの「Black Lip Bastard (Remix)」のミュージック・ビデオがリリースされた。2012年の夏、グループは毎年恒例のヒップホップフェスティバル、ロック・ザ・ベルズに出演した。012年後半、グループは再びコラボレーションを行い、ラマーのシングル「The Recipe」と「Swimming Pools」をリミックスし、これらは『Good Kid, M.A.A.D City』に収録された。2012年12月20日、2013年ヒップホップフェスティバル「Paid Dues」のラインナップが発表され、ブラック・ヒッピーがヘッドライナーとして発表された。
2013年3月、ブラック・ヒッピーは、すべてのメンバーがXXLの年間トップ10フレッシュマンリストに載った最初のヒップホップグループになった。ジェイ・ロックは2010年号に、ケンドリック・ラマーは2011年号に掲載されている。

## メンバー
- ジェイ・ロック
- スクールボーイ・Q
- ケンドリック・ラマー
- アブ・ソウル

## ディスコグラフィ

### ミックステープ
- Black Hippy (2011)